# TCM International
TCM International Tool Consulting & Management GmbH, gegründet im Jahr 1996, ist ein international agierendes Dienstleistungsunternehmen im Bereich der Fertigungsindustrie. Das Kerngeschäft von TCM International ist das Tool-Management. Das Unternehmen bietet eine eigene Tool-Management Lösung namens Wintool an sowie auch automatisierte Toolbase Ausgabesysteme. Darüber hinaus betätigt sich die TCM Gruppe in den Bereichen Werkzeughandel und Präzisionswerkzeugschleifen.
Seit der Unternehmensgründung wuchs TCM von einem Zwei-Mann-Betrieb zu einem mehr als 500 Mitarbeiter zählenden Unternehmen, mit insgesamt 41 weltweiten Betriebsstätten. Dazu zählen Niederlassungen in Europa, Asien und Australien. Hauptsitz des Unternehmens ist das Technologie- und Entwicklungszentrum Georgsberg in der Steiermark. Die Firma ist weiters Gesellschafter beim Mobilitätscluster ACstyria.

## Produkte
Dienstleistungspalette:
- Tool Management
- Werkzeugschleifen
- Werkzeughandel
- Forschung, Entwicklung & Innovation
- Technik & Prozessoptimierung
- Education (Ausbildung von TCM- und Kundenfach-arbeitern)
- Engineering & Anlagenbau
- Werkzeugbau

Zusätzliche Dienstleistungen: Messtechnik und Kalibrierlabor, Prüf- und Messvorrichtungen, Application Engineering Center (AEC), PRAXIS (Software), Instandhaltung, Fluid Management, Kfz-Konstruktion, Maschinenbau/Automatisierung, Mess- und Regeltechnik.